# Girolamo Savoldo
Giovanni Girolamo Savoldo, född omkring 1480, död efter 1548, var en italiensk konstnär.
Savoldo fick sin utbildning i Florens men var från omkring 1520 verksam i Venedig. Han anknöt till den måleriska venetianska traditionen och utvecklade ett ljusdunkelmåleri som också satte spår i hans sätt att teckna.